# Ройгупелто
Роїхупельто (фін. Roihupelto, швед. Kasåkern) — квартал району Вартіокюля у Східному Гельсінкі, Фінляндія. Раніше мало назву промислова зона Ройхупеллон-теоллісуусалуе (фін. Roihupellon teollisuusalue). Населення — 16 осіб, площа — 0,87 км².